# Retrato de Fialho de Almeida (Columbano)
Retrato de Fialho de Almeida é uma pintura a óleo sobre tela do pintor naturalista português Columbano Bordalo Pinheiro (1857-1929) datada de 1891 e conservada no Museu Nacional de Arte Contemporânea em Lisboa.
O retratado é Fialho de Almeida, autor de escrita acerada e por vezes até violenta, animada por um certo pessimismo, que se distinguiu pela capacidade em fixar os traços do convulsivo final do séc. XIX e dos seus protagonistas, desenvolvendo, numa óptica realista e moderna, o que o afastou do naturalismo, de que inicialmente se aproximou nas reuniões do Grupo do Leão, uma afiada e implacável crítica de certas figuras do seu tempo, a que não escaparia o próprio Columbano, como se verificará mais abaixo.

## Descrição
Para Maria Jesús Ávila, pintado aqui em 1891, Fialho de Almeida integra assim o grande retrato por Columbano da sociedade do seu tempo (alguns exemplos em Galeria). Submerso na habitual paleta sombria como a dos outros retratados daquela época, o seu busto destaca-se do escuro do fundo que o envolve, desfazendo os pormenores das roupas e a estrutura do seu contorno num trabalho de gradações e falta de acabamentos, especialmente marcados no lado direito da figura; zonas inacabadas que apesar de uma carreira já consolidada, haveriam de valer-lhe críticas na imprensa, atribuídas a certo desleixo. Similar à do Retrato de D. João da Câmara é a postura com que Fialho é apresentado, ligeiramente de lado e voltando o rosto, iluminado do lado esquerdo do espectador. Daí que o jogo de contrastes e claro-escuros se repita, destacando das sombras o rosto do escritor, igualmente enquadrado e iluminado pelo branco da camisa, e nele encontrando melhor definição para as sombras da zona do rosto a meia-luz, mas por outro lado perdendo no perfil e nas sombras exageradas do queixo.

## Retrato de Columbano por Fialho de Almeida
Por seu turno, Fialho de Almeida, na sua mais conhecida obra Os Gatos, no próprio ano (1891) em que era retratado por Columbano, escrevia assim sobre o pintorː
“Aí temos este homenzinho trigueiro, pequeno, silencioso, com a sua miopia doce e o seu ar contrafeito, todo cheio de susceptibilidades como as fêmeas, modesto por orgulho, intransigente por princípio, afastando o seu processo artístico cada vez mais da cozinha comum (...) E porque, misantropo e retirado, não sinta a vida senão por fragmentos, e tudo aperceba por uma só máscara, a lívida, ei-lo envolvendo o fundo dos quadros de brumas cor de cinza, não acabando nunca, pela necessidade de só pintar como vê – tipos incompletos, almas aos pedaços” 

## História
A obra foi adquirida pelo Estado português a Olinda Veiga Coutinho, em 1947.

## Galeria

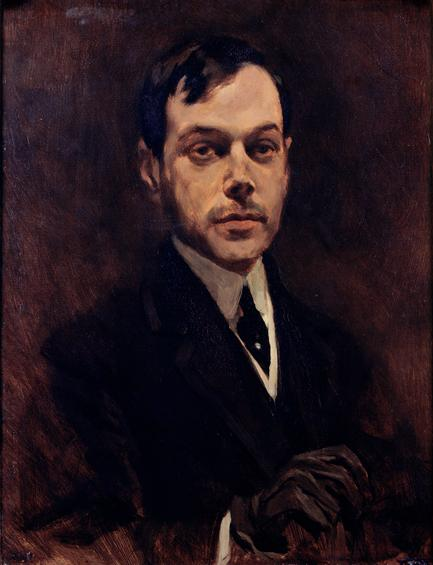
Retrato de Afonso Lopes Vieira (1910), Columbano Bordalo Pinheiro, no Museu do Chiado, Lisboa
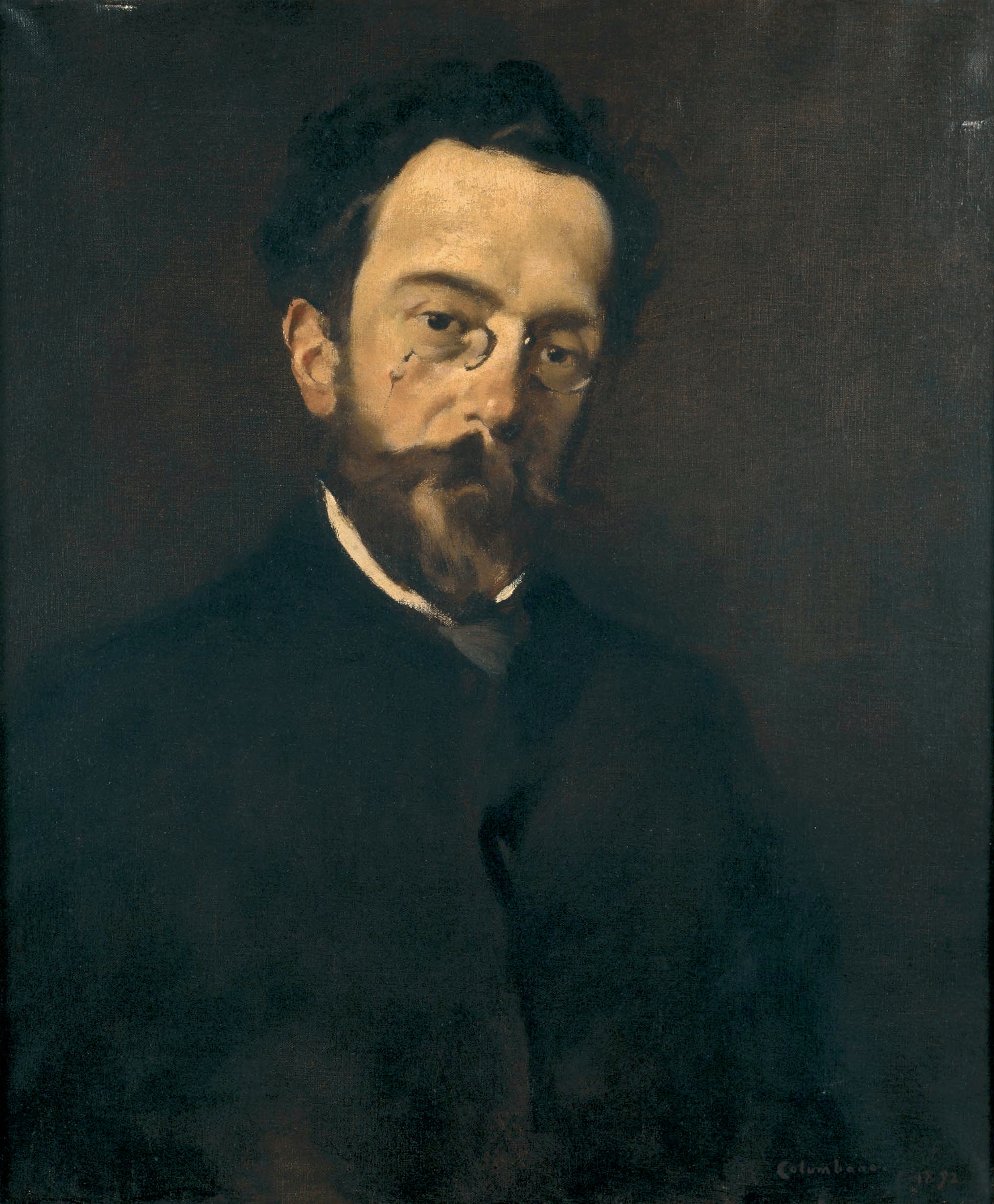
Retrato de Jaime Batalha Reis (1892), Columbano Bordalo Pinheiro, no Museu do Chiado, Lisboa
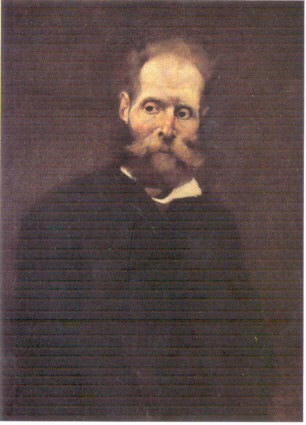
Retrato de Antero de Quental (1889), Columbano Bordalo Pinheiro, no Museu do Chiado, Lisboa.